# (36683) 2000 RG2
2000 RG2 (asteroide 36683) é um asteroide da cintura principal. Possui uma excentricidade de 0.12951320 e uma inclinação de 2.48476º.
Este asteroide foi descoberto no dia 1 de setembro de 2000 por LINEAR em Socorro.